# Flughafen Saporischschja

i7
i11
i13
Der Flughafen Saporischschja, manchmal auch Flughafen Saporischschja Mokraya (ukrainisch Міжнародний аеропорт „Запоріжжя“ oder Міжнародний аеропорт „Запоріжжя“ Мокра, russisch Международный аэропорт „Запорожье“ oder Mеждународный аэропорт „Запорожье“ Мокрая,(IATA-Code: OZH, ICAO-Code: UKDE)), ist der internationale Flughafen der ukrainischen Stadt Saporischschja. Er befindet sich 12 km östlich der Stadt und wird von SE International Airport Zaporozhye betrieben. Er dient als Basis für die Fluggesellschaft Motor Sich und zählte 2015 rund 128.000 Passagiere.

## Lage und Verkehrsanbindung
Der Flughafen befindet sich 12 km von Saporischja, 70 km von Dnipro und 180 km von Donezk entfernt. Aus Richtung Dnepropetrowsk kann man ihn über die M18 erreichen, an der er sich befindet. Aus Richtung Donezk ist er über die H15 zu erreichen. Nach Saporischschja fahren Busse, Taxis und andere Nahverkehrsmittel.

## Fluggesellschaften und Ziele
Folgende Ziele wurden vor 2022 regelmäßig im Linienbetrieb angeflogen:
Außerdem wurden im Charter folgende Ziele betrieben:

## Verkehrszahlen
Nach der Unabhängigkeit der Ukraine ist die Zahl der Flugbewegungen und Fluggastzahlen erst stark gesunken. In den 2010er Jahren gab es allerdings wieder einen Anstieg der Passagierzahl. Hier folgende Verkehrszahlen:
| Jahr | Passagiere |
| ---- | ---------- |
| 2008 | 63.596     |
| 2009 | 33.960     |
| 2010 | 33.386     |
| 2011 | 56.900     |
| 2012 | 56.788     |
| 2013 | 79.845     |
| 2014 | 75.400     |
| 2015 | 128.104    |